# Beinn Heasgarnich
Der Beinn Heasgarnich ist ein 1.078 m (3.537 ft) hoher Berg in Schottland. Sein gälischer Name bedeutet Beschützender Berg oder Friedvoller Berg. Aufgrund seiner Ausdehnung in Nord-Süd-Richtung stellt der Berg eine Barriere für den in diesem Teil Schottlands oft recht starken Westwind dar und bietet damit Schutz für die Viehzucht in den östlich des Berges liegenden Tälern. Der Beinn Heasgarnich ist als Munro eingestuft und liegt in der Council Area Perth and Kinross, etwa 13 Kilometer nordöstlich von Tyndrum in der ausgedehnten Berglandschaft zwischen Loch Lyon im Norden und Glen Lochay im Süden.

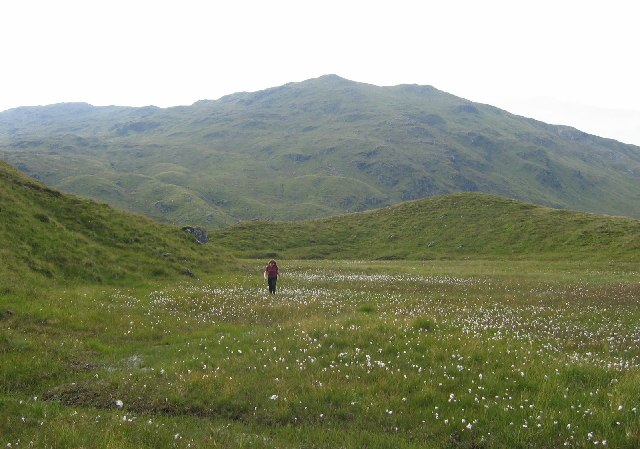
Ein verlandetes Loch am Beinn Heasgarnich mit Wollgräsern

Wie viele Gipfel in der Region ist auch der Beinn Heasgarnich ein durch breite grasige Hänge geprägter Berg. Lediglich nach Norden weist er eine über Loch Lyon aufragende felsige und steile Nordseite auf, auch nach Westen hin fällt der Berg steil in das Tal des Allt Fionn a’ Ghlinne ab. Nach Südwesten schließen sich mit dem Stob an Fhir-Bhogha und dem Sròn Tairbh zwei etwas niedrigere Vorgipfel an. Nach Osten senkt sich der Berg in breiten sanften Hängen ab. Die Hänge wie auch die weitere Umgebung des Bergs sind durch feuchtes Moorland und diverse kleine Seen geprägt, die teilweise bereits fast verlandet sind. 
Bestiegen wird der Beinn Heasgarnich meist zusammen mit dem westlich benachbarten Creag Mhòr. Die bergsteigerischen Anforderungen sind dabei eher gering, allerdings sind alle Anstiegsmöglichkeiten weglos und führen durch sumpfiges Moorland. Der kürzeste Zustieg beginnt am höchsten Punkt einer kleinen Single track road zwischen der Ansiedlung Kenknock im Glen Lochay und Loch Lyon im Osten des Bergs. Von dort geht es weglos entlang des an der Nordostflanke des Bergs entspringenden Allt Tarsainn zum Gipfel. Weitere Zustiegsmöglichkeiten bestehen aus Richtung Süden oberhalb von Glen Lochay.